# Popoli indigeni del Venezuela

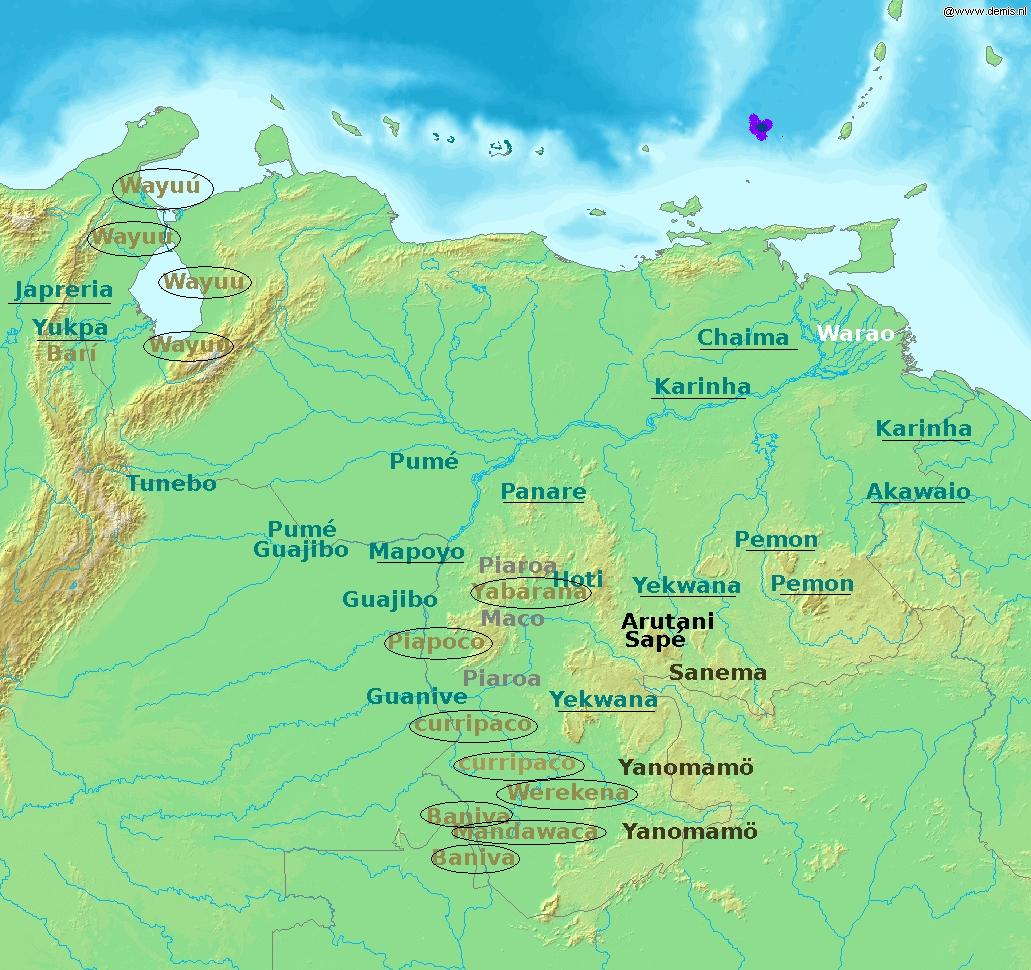
Le principali etnie indigene attuali del Venezuela.

I popoli originari del Venezuela sono gruppi che attualmente costituiscono circa il 2,9% della popolazione. Ciò nonostante, la popolazione venezuelana in generale ha nel suo patrimonio genetico un contributo amerindio compreso tra il 23% e il 25% del totale. Sono almeno 34 le etnie che mantengono completamente intatte e originarie le culture della regione, che non sono state influenzate dalla conquista e dall'assimilazione spagnola durante il periodo della colonizzazione.
Secondo il censimento del 2011, la maggior parte si trova in aree degli stati di Zulia (61,2 %), Amazonas (10,5 %), Bolívar (7,5 %), Delta Amacuro (5,7 %), Anzoátegui (4,7 %), Sucre (3,1 %), Monagas (2,5 %) e Apure (1,6 %).
Questi gruppi sono inoltre condivisi con la Colombia, il Brasile e la Guyana.

Per quanto riguarda il nome del Venezuela, Alarico Gómez spiega:
Il nome Veneci-uela appare stampato per la prima volta nel Planisfero di Juan della Cosa (1500) e fu scritto in base alla sua fonetica. A questo aspetto fece riferimento il prete Giovanni Botero (1598) nella sua opera Relazioni Universali e, nel 1629, il frate Antonio Vázquez de Espinosa pubblicò il suo libro Compendio e descrizione delle Indie Occidentali, in cui conviene che la parola ha un'origine Añú. Il termine "Venezziola" risulta strano nella lingua italiana. Un'espressione più comune sarebbe quella di "Piccola Venezia", che non può essere mai tradotta come Venezuela. Pertanto, tutta la documentazione porta a concludere che il nome del nostro paese deriva dalla lingua dei Paraujano (famiglia Arawac) e significa grande-acqua. Riguardo a questo aspetto, occorre sottolineare che l'usanza dei conquistadores era usare i nomi che gli abitanti del posto davano ai luoghi in cui vivevano, nomi che adattavano foneticamente secondo le norme della lingua castigliana. Un esempio di ciò si può riscontrare nei nomi che diedero a Barquisimeto (Variciquimeto), a Caracas (Caraca), al Mare Caraibico (Caribe), a Los Teques (Teque), a La Guaira (Uaira), a Maracay, a Mucuchíes, a Capacho, a Lobatera e a molti altri. Usavano nomi spagnoli solo quando fondavano un insediamento (Mérida, Santo Cristóbal, Angostura).
A ogni modo, è importante menzionare che nel 1528 il nome era legato alla città di Venezia, al punto che la breve incursione tedesca nel continente americano, sul territorio della Provincia del Venezuela, fu denominata Klein-Venedig o Welserland (pronuncia /ˈvɛl·zɛə·lan/), o Piccola Venezia. Il termine Venezziola deriva forse dalla lingua veneta.

## Gruppi etnici
Di seguito sono riportati i principali gruppi etnici indigeni del Venezuela:Achagua, Akawayo, Amorua, Aruachi, Ayaman, Baré, Bari, Chaima, Kubeo, Cumanagoto, Indios Panare o E'ñepa, Guanono, Hoti o Hodi, Inga, Japrería, Guahibo, Galibi, Cuiba, Coripaco, Mako, Ñengatú o Yeral, Puinave, Pumé o Yaruro, Saliba, Sanemá, Sape, Timoto-Cuicas o Timones, Uruak o Arutani, Wanai o Mapoyo, Warao, Warekena, Piaroa, Yabarana, Yanomami, Ye'kuana, Yukpa, Matako, Makuxi, Caribe, Rurripako, Waica, Waikerí, Wapixana, Camsa, Gayón, Guazabara e Quinaroe.
Sono presenti numerosi gruppi etnici aborigeni in Venezuela. Il modo più semplice per distinguerli è attraverso le loro lingue originali:
| Arawak                                     | Caribe | Yanomamö                    | Chibcha o Muisca | Makú             |
| ------------------------------------------ | --- | --------------------------- | ---------------- | ---------------- |
| - Wayuu - Añú - Wanikua - Baniwa - Piapoco | - Pemon - Galibi - Indios Panare o E'ñepa - Yukpa - Chaima - Japrería - Ye'kuana - Akawayo - Yabarana - Mapoyo - Cumanagotos (†) - Meregotos (†) | - Yanomami - Sanemá - Yanam | - Bari           | - Puinave - Hoti |

| Tupi | Saliba                   | Guahibo | Jirajara     | Senza legame linguistico                          |
| ---- | ------------------------ | ------- | ------------ | ------------------------------------------------- |
|      | - Mako - Saliba - Piaroa | - Cuiba | - Jirafa (†) | - Warao - Waikerí - Pumé - Sapé - Uruak o Arutani |

| Etnia                  | Gruppo etnico indigeno | Popolazione (2011) | Lingua                 | Nº di parlanti (2011) | Stato           |
| Etnie Arahuacas        | Etnie Arahuacas        | Etnie Arahuacas    | Etnie Arahuacas        | Etnie Arahuacas       | Etnie Arahuacas |
| ---------------------- | ---------------------- | ------------------ | ---------------------- | --------------------- | --------------- |
| Popolo Wayuu / Guajiro | Gli Aruachi            | 415.498            | Lingua Wayuu           | 200.000               | Zulia           |
| Popolo Añú             | Gli Aruachi            | 21.000             | Lingua Añú - Paraujano | 1                     | Zulia           |
| Wanikua                | Gli Aruachi            | 2.815              | Lingua Wanikua         | 2.815                 | Amazonas        |
| Popolo Baniwa          | Gli Aruachi            | 3.501              | Lingua Baniwa - Karu   | 3.000                 | Amazonas        |
| Popolo Piapoco         | Gli Aruachi            | 1.333              | Lingua Piapoco         | 1.000                 | Amazonas        |
| Etnie dei Caribe       |                        |                    |                        |                       |                 |
| Popolo Pemon           | I Caribe (Kalinagos)   | 30.148             | Lingua Pemon           | 30.000                | Bolívar         |

### Etnie aruache
Nel 1498 le etnie aruache si concentravano nell'Occidente e nel Centro di quello che sarebbe stato il Venezuela. Colonizzavano e commerciavano con varie isole delle Antille. Attualmente, i principali gruppi aruachi si trovano nello stato di Zulia (in particolare i Wayuu) e in quello di Amazonas.

#### Wayuu

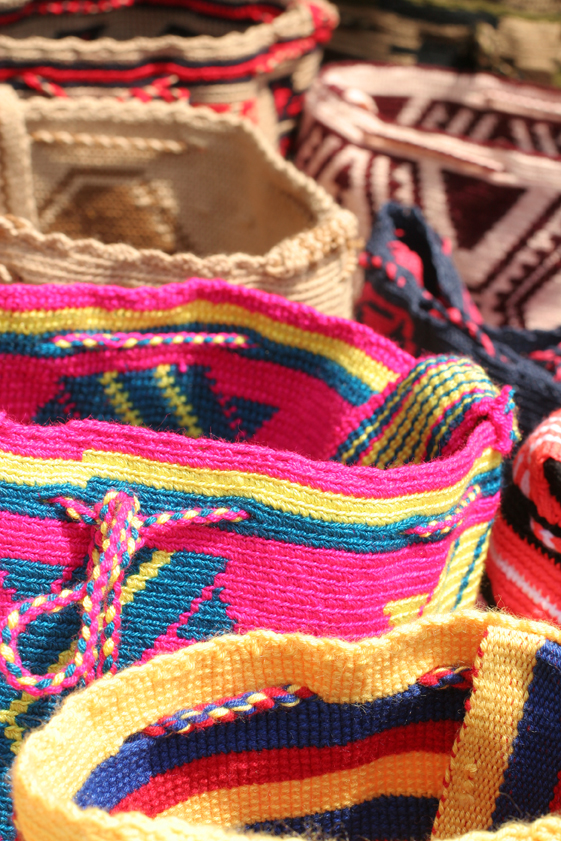
Artigianato Wayuu.

È l'etnia più numerosa del Venezuela. Vivono nella parte nordoccidentale di Zulia e di La Guajira, Colombia. In linea generale hanno provato a rimanere indipendenti dalla Colombia e dal Venezuela: si considerano innanzitutto Wayuu e cercano di essere governati dalle proprie leggi.

#### Añú
Vivono nella parte nordorientale dello stato (Zulia), sulle sponde del lago di Maracaibo. Sono noti anche come Paraujano. Negli ultimi anni ci sono stati degli interventi volti a riportare in vita la loro lingua.

#### Wanikua
I Wanikua vivono nello Stato di Amazonas, soprattutto vicino al Rio Negro, al Guainía e al Casiquiare. Presentano un grado elevato di acculturazione. Sono circa 2.815 persone. Vivono in capanne circolari con tetto spiovente costituito da palme, bahareque e legno, o in case rurali tipiche del Venezuela.

#### Baniva o Curipaco
Abitano in Venezuela, nello Stato di Amazonas.

#### Piapoco
I Piapoco abitano sulle sponde dell'Orinoco, nello Stato di Amazonas, e in Colombia. Vivono principalmente di pesca e di agricoltura di sussistenza.

### Popoli Caribe e amazzonici

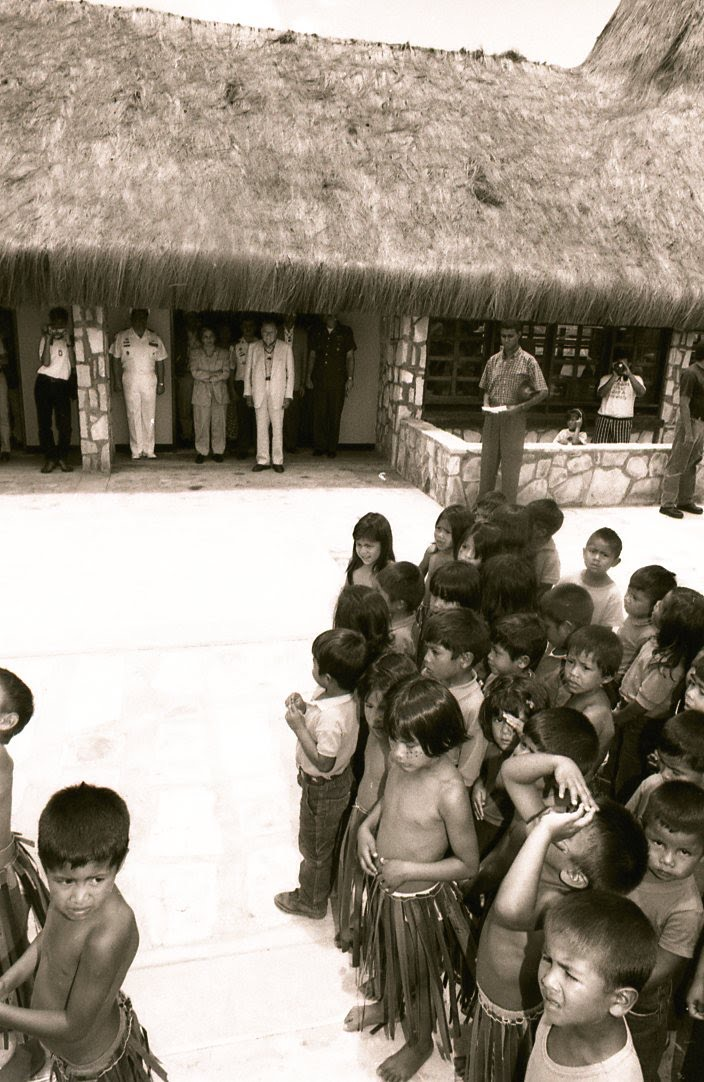
Il presidente Rafael Caldaia e la sua famiglia durante una visita alle comunità Pemon di Kavanayen, nel 1998.

#### Pemon
I Pemon abitano nel Basso Paragua, nel Paragua Mediano e in parte del Paragua Superiore, nel comune di Angostura. I Pemon sono indigeni sudamericani che vivono nella zona sudorientale dello Stato di Bolívar (Venezuela), al confine con Guyana e Brasile. Sono abitanti comuni nella Gran Sabana e nell'intero Parco Nazionale di Canaima.
Si stima che ci siano circa 30.000 Pemon in Venezuela (Stato di Bolívar e Territorio Esequibo) e in Brasile. Si distinguono tre gruppi principali:
- Taurepang: al confine tra Venezuela e Brasile
- Arekuna: a Nord-ovest del Roraima e nella valle di Kavanayén5 6 7
- Kamarakoto: ad ovest del fiume Karuay, Caroní, Paragua e nella valle di Kamarata.8

Abitano in case circolari o rettangolari, dal tetto di paglia e le pareti di mattoni o assi di legno.
Si fonda sul "taglia e brucia". La manioca amara rappresenta la base della loro alimentazione. La raccolta di prodotti selvatici, nella zona nord-occidentale, nel Basso Caroní e nel Basso Paragua.43
Questi dialetti differiscono a livello fonetico, grammaticale e lessicale.
.

#### Galibi
I Kariña (conosciuti anche come Karibe, Cariña, Galibí, Kali'na, Kalihna, Kalinya, Caribe Galibí, Maraworno o Marworno) sono un'etnia Caribe, imparentata con i Pemon. In Venezuela, Guyana e Brasile parlano il kariña circa 4.450 persone.

#### Indios Panare o E'ñepa|Panare
Gli Indios Panare abitano nel comune di Cedeño, nello Stato di Bolívar, e nella parte nord dello Stato di Amazonas. Altre denominazioni: Nella letteratura etnologica vengono denominati Panare, ma loro si fanno chiamare E'ñepas.
Esistono due gruppi settentrionali che vivono sulle sponde del Basso Cuchivero (Stato di Bolívar), in una zona mista di foresta e savana; il gruppo meridionale vive nel Cuchivero Superiore (Stato di Bolívar), sempre in una zona selvaggia. Si presume che ci siano tra le millecinquecento e le duemila persone. Lingua Panare, della famiglia Caribe. Ogni gruppo dispone di uno o due alloggi comuni, conici, che come ingresso hanno una bassa galleria tubolare che impedisce il passaggio delle zanzare. Tagliano e bruciano il terreno prima di coltivarlo, per seminare prevalentemente mais, banano e manioca. La semina e il raccolto sono compiti eseguiti solitamente dalle donne, mentre le altre attività sono proprie degli uomini. Le svolgono come attività complementari di sussistenza e usano l'arco, le frecce e la cerbottana. Le frecce le avvelenano con il curaro. Utensili: Le donne producono oggetti in vimini e tessuti molto pregiati sia per uso quotidiano, sia per barattarli. Gli uomini fabbricano armi per la caccia, la pesca e la guerra. Quando arriva l'estate, la comunità si divide in piccoli gruppi per nucleo familiare (genitori e figli non sposati) per stabilirsi in posti diversi e tornare, in inverno, all'alloggio comune. Hanno un sistema matriarcale: lo sposo, sposandosi, entra a fare parte del gruppo a cui appartiene la consorte. Il capo ha potere relativo, seguito per importanza dallo stregone. Dopo esser morta, la persona viene sepolta con gli effetti personali che aveva utilizzato nel corso della vita, fatti salvi oggetti di produzione industriale ottenuti al di fuori della comunità.

#### Yukpa
I Yukpa sono un popolo amerindio che vive nella Serranía del Perijá, a cavallo del confine tra Colombia e Venezuela. Parlano una lingua del ramo settentrionale della famiglia linguistica Caribe. I colonizzatori li chiamavano motilones 'teste rasate', anche se tale denominazione è ambigua e fu assegnata anche ad altri popoli, come i Bari, di provenienza chibcha. Sono conosciuti anche con i nomi di Chaqué, Macoita e Iroka.

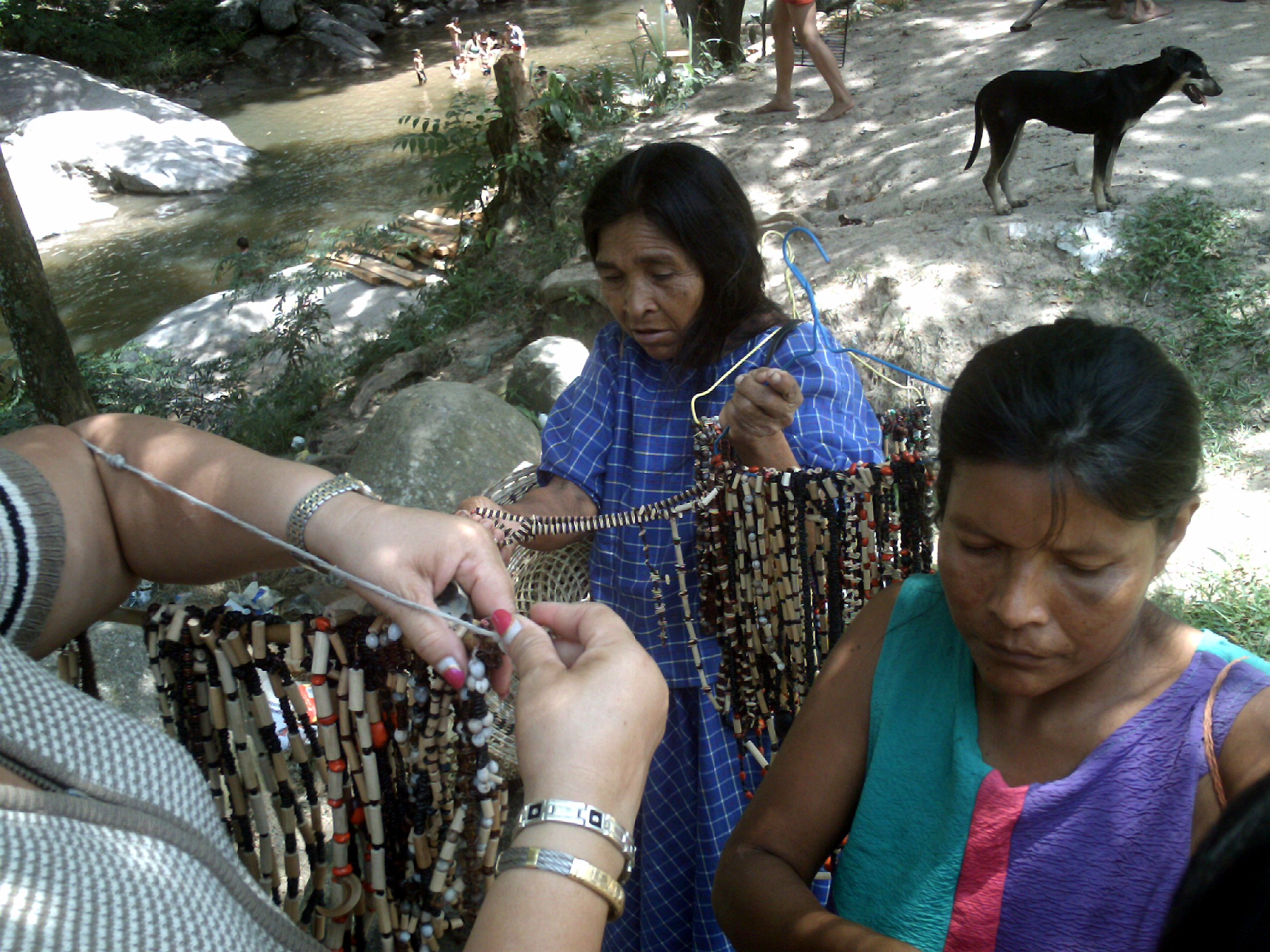
Persone Yukpa

#### Chaima
I Chaima sono ormai scomparsi come etnia chiaramente distinta. I discendenti di questi indigeni sono profondamente mescolati con il resto dei venezuelani nella zona del sud dello Stato di Sucre e il nord di Monagas. La loro lingua è ora estinta, ma ci sono alcune iniziative intese a ridarle vita.
Come tutte le popolazioni aborigene, essi basavano la loro visione del mondo sui loro mitemi e sui loro sistemi di credenze, ereditati dai loro antichi progenitori per via orale.
Cultura: l'artigianato e la cultura culinaria.

#### Japrería
I Japrería sono un gruppo che rischia l'estinzione. Si trovano in una comunità nella zona nordoccidentale dello Stato di Zulia.
Il Japrería è una lingua della famiglia Caribe in via d'estinzione. Lo parla una piccola comunità (95 stando al SIL del 2002) nella parte settentrionale della Sierra del Perijá (Stato di Zulia, Venezuela). Il Japrería è noto anche come 'Yapreria'.
Il Japreria è una lingua della sottocategoria costiera del gruppo settentrionale della famiglia delle lingue Caribe. Lo Yukpa è la lingua Caribe più vicina.
Appartengono alla famiglia linguistica Caribe. In passato venivano chiamati “Motilones mansueti”. I Japreria sono abitanti della Sierra del Perijá e del suo Piedemonte. Vivono nei bacini di quattro fiumi che attraversano le colline pedemontane centrali della Sierra, in territori confinanti con quelli di altre etnie che vivono nella zona.
Per molto tempo sono stati considerati come un sottogruppo o gruppo dell'etnia Yukpa, e quello fu il trattamento ricevuto dal censimento dei popoli indigeni del 1992. Ad ogni modo, ai giorni nostri, loro stessi si sono battuti, anche presso le autorità competenti, per rivendicare la loro diversa etnia.
Vivono in case ad ambiente unico (più famiglie), fatte di paglia e pavimento di terra. Non fanno uso di tatuaggi, perforazioni della pelle, né altre pratiche simili. 
Ci sono poche informazioni sulle loro origini. Resistettero al dominio spagnolo, ma senza combattere. Sono discendenti dei Caribe. Nel cuore della Sierra del Perijá, nei pressi delle sorgenti dei fiumi Lajas, Socuy e Palmar svilupparono i loro primi insediamenti. Come i loro vicini del sud, i Bari, il popolo Japrería trascorse molto tempo confinato nel cuore della foresta e occorsero più di due secoli affinché solo alcune storie, non molto accurate, sulla loro esistenza, le loro usanze e la loro cultura potessero essere conosciute.
Per quanto riguarda la loro posizione è molto appartata e complessa. Nel periodo coloniale, gli spagnoli ebbero difficoltà a trovare questo popolo, che non si distinse mai per avere una popolazione numerosa.
Tra il 1492 e il 1690 i colonizzatori e le Missioni evangelizzatrici, che giunsero fino al Venezuela occidentale, non sapevano dell'esistenza di questi indigeni.
L'organizzazione sociale, la posizione geografica e le caratteristiche fisiche dei Japrería hanno contribuito a stabilire dei legami tra queste popolazioni. Tra le ricerche ne è stata compiuta una sulla lingua Japrería, elemento che ha fatto escludere diverse teorie sull'origine di questa etnia e la sua appartenenza ad un altro popolo.
Secondo il Prof. Luis Oquendo, la parentela tra i Japrería e i Yukpa fu smentita in un lavoro di ricerca dell'Università del Zulia (2004), poiché i due differiscono per organizzazione sociale e lingua. Nel suo saggio "La vibrante uvular y la aproximante labiodental en la lengua Japreria como cultura fonológica", Oquendo fa riferimento a rapporti del Ministero della Pubblica Istruzione del 1986 che sostengono che tutti i parlanti Yukpa si comprendono tra loro, ad eccezione di un piccolo gruppo chiamato Japrería. Egli capovolge quella teoria, dimostrando che vi sono differenze tra lo Yukpa e il Japrería e che non si tratta dunque di un solo popolo poiché entrambi svilupparono un proprio sistema di conversazione, con significati diversi e rappresentazioni simboliche.
Secondo quanto riferisce Oquendo, gli indigeni di questa etnia allevano bovini e capre per l'autoconsumo. Non si occupano né di cesteria, né di artigianato.
Secondo Emilio Monsoyi, i Japrería e i Yukpa sono popoli distinti con lingue differenti, entrambe provenienti della famiglia Caribe.
Nel libro "Pueblos indígenas de Venezuela: Barí, Japreria" si fa riferimento al fatto che l'etnia Japrería fu sommersa dalle acque di una diga. Queste inondazioni, progettate dai creoli, li fecero diventare un popolo errante tra la fine del XX e l'inizio del XXI secolo. La grande inondazione, che cancella dalla faccia della terra ogni essere vivente, per la popolazione Japrería non è un avvenimento di un'antichità estrema. La diga, opera monumentale che contiene 190.000 m³ di acqua, rappresenta un passo importante per la regione poiché garantisce l'approvvigionamento dell'acqua per tutto l'anno. Tuttavia, i successivi assalti delle acque dei fiumi Palmar e Laja costringono il popolo Japrería ad emigrare alla ricerca di un nuovo insediamento, dal momento che vivono sulle rive dei fiumi.
Per quanto concerne l'attuale quadro giuridico, esso fa riferimento ai diritti delle comunità indigene e include l'inserimento, nella Costituzione Bolivariana del Venezuela, di un articolo che dispone che tutte le attività suscettibili di causare danni agli ecosistemi devono essere preventivamente accompagnate.
Facendo riferimento al libro, si dice che i prodotti agricoli a cui la cultura Japrería conferisce una grande importanza sono la manioca, il tabacco e la banana. Fra le proteine che costituiscono la loro dieta spiccano le scimmie, gli hocco e i paca.
Dall'interscambio con la cultura creola, i Japrería hanno appreso ad allevare bestiame per il consumo e la vendita. Inoltre, hanno modificato la struttura delle loro abitazioni tradizionali e si registra l'esistenza di alloggi che si basano sulla concezione creola della stessa, vale a dire che c'è una transculturazione.
L'isolamento linguistico dei Japrería si unisce al loro isolamento geografico, poiché hanno vissuto in zone remote della Sierra del Perijá. Si registrano pochi contatti a seguito della loro difficoltà nel raggiungere la zona rurale. 
La lingua dei Japrería, di radici Caribe, e usata solo da loro, fu un elemento chiave affinché fossero riconosciuti come popolo con un'identità propria, distinto dall'altro gruppo di indigeni con cui, una volta, venivano associati.
Tutti gli indigeni della cultura Japrería conoscono e utilizzano la propria lingua originaria; un'alta percentuale di loro conoscono e utilizzano il castigliano.
La regista Rita González riferisce che "Sáapreye…hijos de la caña brava" narra le vicende di una delle cinque etnie originarie dello Stato di Zulia. Nella sua lingua, Sáapreye, chiamata dai creoli Japrería, è un'etnia con un'elevata percentuale di mescolanza e di perdita di valori culturali propri.
Attualmente, la comunità è costituita da un piccolo gruppo di sole 71 famiglie. Pochi indigeni Sáapreye sono puri, si sono mescolati e non conoscono le loro usanze, nonostante restino all'interno del loro stesso territorio. I Sáapreye furono ridotti in schiavitù da altre popolazioni indigene, cacciati dai colonizzatori a causa del valore delle loro terre e perseguitati dai cappuccini al fine di essere convertiti al Cattolicesimo.
Madre Shuta, una vecchia anziana con più di 101 anni di età e Sáapreye pura, è una delle custodi della storia degli indigeni Sáapreye ed è incaricata di custodire l'essenza etnica di questa comunità. Gli occhi di Madre Shuta ci narrano la storia dei Sáapreye…hijos de la caña brava, una storia di violenze e persecuzioni risalente a più di 400 anni fa. Si apprenderà come l'avvicinamento ad altre etnie e culture allontanerà i Sáapreye della loro identità, perdendo così parte dell'essenza ancestrale depositata nella loro cultura.
Il nusáa (la persona bianca), denominazione con cui loro identificano i creoli, è entrato in uno spazio originario dei fratelli Sáapreye, provocando un cambiamento e una deviazione delle loro usanze, interferendo così con i loro pensieri, le loro voci e le loro azioni che, per decenni, hanno contraddistinto le radici venezuelane delle popolazioni indigene.
Sáapreye…hijos de la caña brava è un documentario che cerca di conoscere questo popolo indigeno che è condannato alla dissolvenza etnica. L'idea è concentrata a sensibilizzare nei confronti degli attacchi subiti durante l'imposizione di una cultura molto più dominante: la cultura occidentale.
Le malattie parassitarie costituiscono un problema medico, economico e sociale, interessando tutte le classi sociali, ma soprattutto le fasce socio-economicamente più svantaggiate. Per stabilire la prevalenza di enteroparassiti nella comunità indigena Japrería, situata nella Sierra del Perijá (Stato di Zulia, Venezuela), furono elaborati 191 campioni di feci relativi ad individui di entrambi i sessi, di età compresa tra 1 mese di età e gli 86 anni. I campioni vennero analizzati attraverso il metodo coproparassitologico diretto e la tecnica di concentrazione formolo-etere. Si trovò una prevalenza elevata di enteroparassiti (82,20%) e una predominanza del poliparassitismo (78,98%), con l'associazione tra organismi commensali e specie patogene. Non si osservarono differenze significative di suscettibilità tra la prevalenza di parassiti e il sesso (p>0,05). In merito alla fascia d'età, la fascia più colpita si rivelò essere quella dei giovani adulti (20-39 anni; 25,48%). Le specie di protozoi più comuni furono il Blastocystis hominis (46,07%), l'Entamoeba coli (42,93%) e il complesso Entamoeba histolytica o Entamoeba dispar (34,03%). Tra gli elminti, si classificarono nelle prime posizioni l'Ancylostomatidae (30,89%), l'Ascaris lumbricoides (9,95%) e l'Hymenolepis nana (4,19%). L'aumentata presenza di enteroparassiti ha a che fare con la scarsa sanificazione ambientale all'interno di questa comunità indigena. Per questo motivo i risultati avallano l'importanza di elaborare programmi di controllo specifici al fine di ridurre i fattori condizionanti presenti, il che avrebbe un impatto sul calo delle infezioni parassitarie.

#### Ye'kuana
Gli Ye'kuana sono una delle etnie più numerose del gruppo Caribe. Vivono soprattutto nella parte nordorientale dello Stato di Amazonas e nella parte sudoccidentale dello di Stato Bolívar.

#### Akawayo
Sono una popolazione indigena sudamericana della famiglia dei Caribe. Sono circa 6.000 persone distribuite tra Guyana, Venezuela e Brasile.

#### Yabarana
In Venezuela, i popoli indigeni Yabarana erano i più numerosi del Ventuari, comune di Manapiare (Stato di Amazonas). Attualmente, con una popolazione suddivisa in cinque comunità miste, è uno dei popoli indigeni a rischio di estinzione.

#### Mapoyo
Questo gruppo etnico si trova nel comune autonomo di Cedeño, nello Stato di Bolívar. Il 25 novembre del 2014 fu inserito nella lista del Patrimonio Culturale Immateriale, nella lista di salvaguardia urgente ed è la prima lingua indigena venezuelana dichiarata dall'UNESCO.
Sono una popolazione caraibica che proviene originariamente dalla zona nordorientale del Venezuela, ma furono cacciati della loro zona a causa della colonizzazione spagnola nelle Americhe. Esistono ai giorni nostri, ma mischiati con gruppi Yanomami e Waica. I Waica sono rimasti in pochi e sono sparsi nello Stato di Bolívar, Venezuela.

### Popoli Yanomami
I popoli Yanomami si trovano soprattutto nella zona orientale e meridionale dello Stato di Amazonas e in quella sudoccidentale dello Stato di Bolívar. Sono stati uno dei gruppi che hanno mantenuto un maggiore isolamento rispetto a quelli occidentali. Negli ultimi decenni hanno sofferto soprattutto a causa dall'arrivo di minatori illegali, trafficanti e altri gruppi stranieri.

#### Yanomami
Gli Yanomami abitano in una zona tra il Venezuela e il Brasile. Cominciarono ad espandersi nel territorio degli Ye'kuana alla fine del VI secolo ma, in questi ultimi decenni, hanno risentito della pressione demografica dei creoli nel loro territorio.

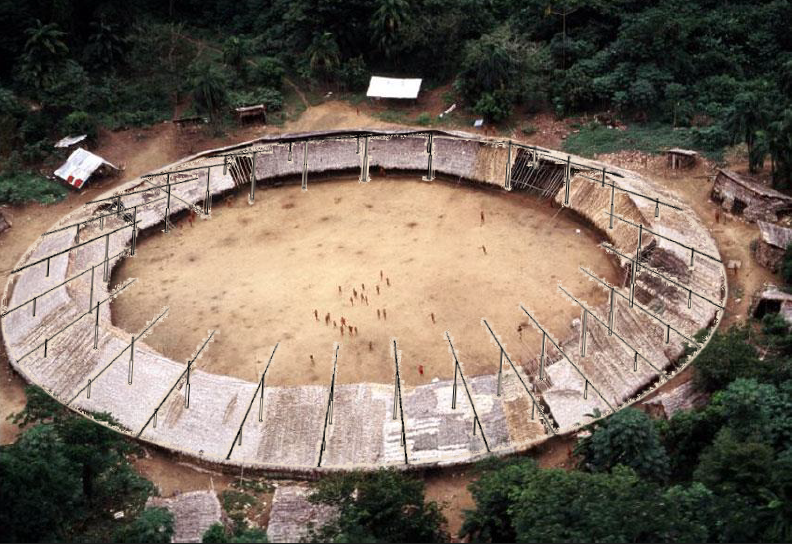
Shabono, abitazione Yanomami.

#### Sanema

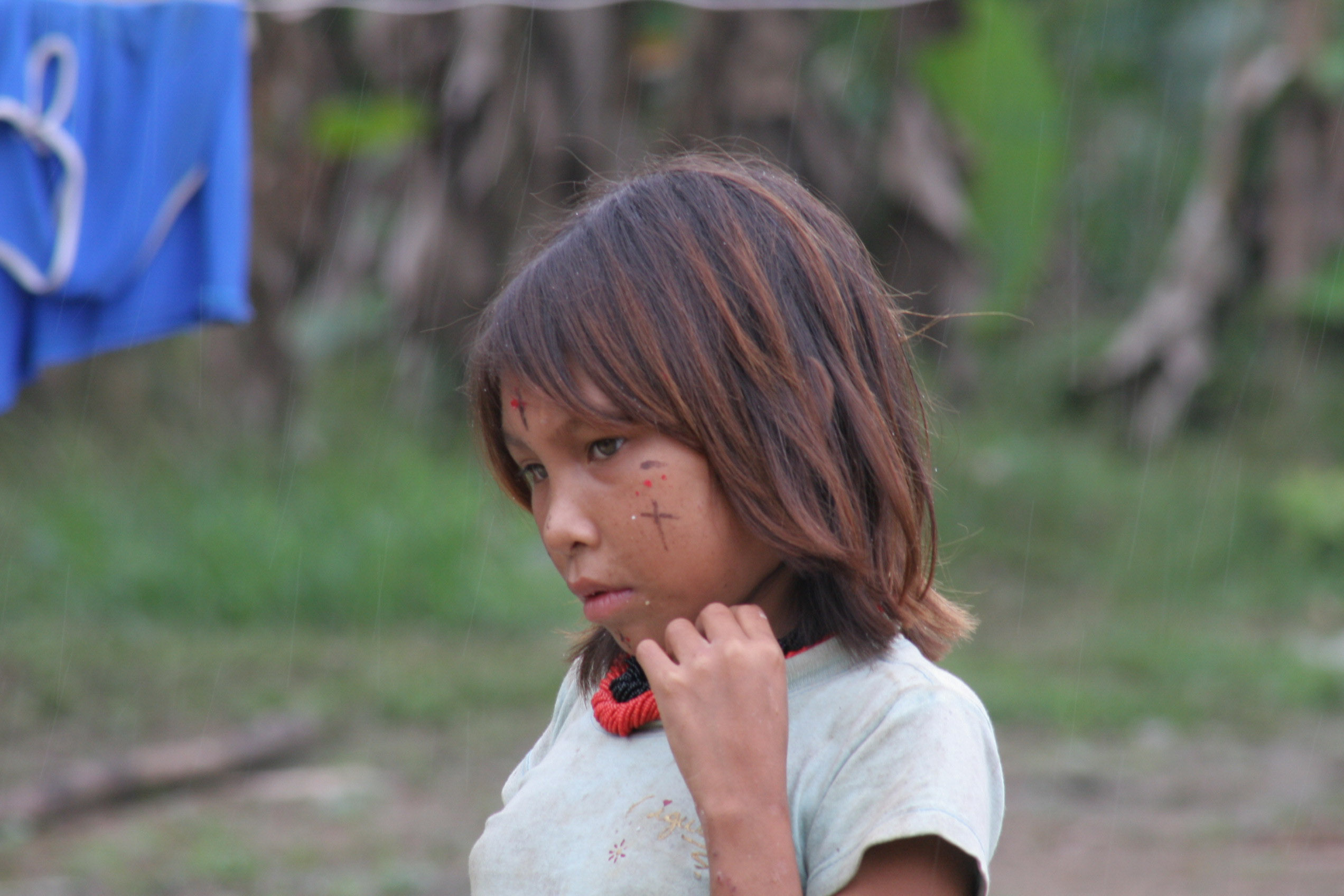
Giovane di etnia Sanema.

Questo gruppo abita soprattutto nello Stato di Bolívar (Venezuela), così come al confine con il Brasile.

### Etnia Chibcha
Si trovano principalmente nello Stato di Zulia.

#### Bari
I Bari si trovano nello Stato di Zulia, al confine con la Colombia, rispetto alla popolazione di Machiques.

### Etnie Makú

#### Puinave
I Puinave sono un popolo amerindio che abita in villaggi sparsi nel bacino del fiume Inírida (dipartimento di Guainía) e ad est del dipartimento di Guaviare, ad est della Colombia, e al confine con Venezuela e Brasile. Occupano una zona di transizione tra l'Amazzonia e i Llanos di Orinoquia.

#### Hoti
Abitano nello Stato di Amazonas, Venezuela. Il loro territorio risulta compreso tra: la parte sudoccidentale dello Stato di Bolívar, presso il fiume Kaima, affluente del Cuchivero, il comune di Cedeño, nella parrocchia di Ascensión Farreras, in cui ci sono 12 comunità Hoti; la parte settentrionale dello Stato di Amazonas, presso il comune di Atures, in cui ci sono 14 comunità; la zona del Caño Iguana, presso l'affluente dell'Asita, ad ovest della Sierra di Uasadi; e presso il fiume Parucito.
.

### Etnie Saliba

#### Mako
È una popolazione indigena.

#### Saliba
I Saliba sono un popolo il cui territorio è compreso tra Colombia e Venezuela. In Venezuela vivono soprattutto nello Stato di Amazonas. Alexander von Humboldt li descrisse nella sua opera Viaggio alle regioni equinoziali del nuovo continente.
In Colombia, la patria dei Saliba è situata all'estremità orientale della Regione di Orinoquia, lungo il Rio Meta, perlopiù nel dipartimento di Casanare, nel rifugio indigeno di Caño Mochuelo (comune di Hato Corozal), e nel comune di Orocué. Nel dipartimento di Vichada si trovano nel Rifugio di Santa Rosalia (comune di Santa Rosalía).

#### Piaroa
La popolazione Piaroa è stimata a circa 12.000 persone. Vivono soprattutto sulle sponde dell'Orinoco (comune autonomo di Cedeño, Stato di Bolívar) e anche nello Stato di Amazonas, tra Venezuela e Colombia.
L'etimologia della parola 'piaroa' è controversa. Il gruppo si fa chiamare Wottuja o Wottoja che significa "popolo pacifico e tranquillo".

### Etnie Guahibo

#### Cuiba
Il popolo Cuiba appartiene alla famiglia linguistica Guajiba, che si fa chiamare Jivi (gente) in territorio venezuelano e Jivi Wamone (gente famiglia) in territorio colombiano. Vivono nelle savane frontaliere tra Venezuela e Colombia. In Venezuela si trovano a sud-ovest della regione delle pianure dello Stato di Apure, specificamente sulla sponda destra del Capanaparo Superiore, approssimativamente a 30 chilometri dalla città di Elorza, negli insediamenti conosciuti come Barranco Yopal e El Paso; da qui si muovono in continuazione, ricorrendo all'installazione di campi provvisori che posizionano tra la regione compresa tra i fiumi Capanaparo, Riecito, Meta, Cinaruco, Caribe, Arauca e la città di Elorza (Coopens, 1975; Hurtado & Hill, 1987).
In territorio colombiano, i Cuiba sono ubicati a nord-est della regione delle pianure, nel rifugio di Caño Mochuelo (dipartimento di Casanare), dove convivono con membri di altri gruppi indigeni della stessa famiglia Guahibo: fra questi ci sono gli Amorua, i Sikauni e gli Yamalero. La famiglia linguistica Guahiba è composta da diversi sottogruppi linguistici che includono i Sikuani, i Cuiba, gli Yamalero o i Guahibo-Playero, i Maciguare, i Macaguan, gli Amorua e i Sirupus. Solitamente, i Cuiba utilizzano come alloggio temporaneo la casa indigena ubicata a Cravo Nord, nel dipartimento di Arauca, e mantengono dei campi provvisori in aree adiacenti ai fiumi Casanare, Ariporo e Meta (Coopens, 1975; Hurtado & Hill, 1987; Sumabila 1985, 2005).
La cosmologia Cuiba spiega il mondo a partire da tre orizzonti sovrapposti, riflesso della loro realtà: un livello inferiore (l'acqua), uno mediano (la terra) e uno superiore (il cielo, le nuvole). In ogni orizzonte, o livello, la vita dei Cuiba è possibile poiché, in questi, si trovano un ambiente di savana e un ambiente di fiume (arenili) con elementi della flora e della fauna propri del Llano. La Cuiba dell'“altro mondo” non prevede nessun luogo al di fuori del regno del “cielo, dell'abbondanza e della felicità”, come potrebbe essere il purgatorio o l'inferno per i cattolici. Fanno riferimento alla propria origine e al loro territorio ― insieme a quello di alcuni popoli indigeni vicini― come uno specifico luogo geografico proveniente da sottoterra e dove un gruppo di loro vive lontano dal luogo in cui ebbero origine, premuti dalla migrazione e dalla presenza dei creoli presenti nel loro territorio (Sumabila 1985, 2005).
Anche se i Cuiba, come i Pumé, finora hanno risentito dell'espansione creola e dei vari programmi governativi mal applicati, sono rimasti cacciatori e raccoglitori. Nel 2001 la popolazione Cuiba comprendeva 1.050 persone: 450 in territorio venezuelano e 600 in Colombia. La crescita demografica di questo gruppo etnico è stata colpita, negli ultimi 30 anni, da una serie di malattie connesse alle nuove condizioni di vita imposte dal processo di sedentarizzazione forzato sottopostogli (Coopens, 1975; Hurtado & Hill, 1987; INE, 2001; Sumabila 1985, 2005). Inoltre, questi fattori hanno inciso sul fatto che parte della sua popolazione lavora come manodopera agricola presso i ranch creoli, divenendo parte di una popolazione in condizioni di povertà nelle aree rurali, e ciò ha comportato il deperimento della qualità della vita (Hurtado & Hill, 1987; Sumabila 1985, 2005).
La situazione di persecuzione e razzismo subita dai Cuiba per decenni per mano della popolazione creola è ben nota, basata sullo sfortunato interesse per le terre occupate ancestralmente da questo popolo indigeno, assieme ai Pumé (Yaruro) e ai Jivi (Guahibo). Sono frequenti le testimonianze che narrano di come i Cuiba, negli ultimi due secoli, furono vittime di massacri eseguiti dai colonizzatori, attività conosciuta come Guajibear o Cuivear (cacciare i Guahibo o i Cuiba) e, per lungo tempo, frequente in questa zona. Tristemente famoso fu il massacro del popolo Cuiba avvenuto nell'Hato La Rubiera, nel 1967. In seguito, continuarono ad essere massacrati dai proprietari dei ranch e dai braccianti creoli, senza che le autorità locali e nazionali battessero ciglio davanti a questo fatto (Mosonyi & Jackson, 1990; Sumabila, 2005).

### Etnie senza legame linguistico noto
Ci sono diversi popoli le cui lingue sono classificate come isolate perché non sono imparentate con nessun'altra lingua conosciuta.

#### Warao

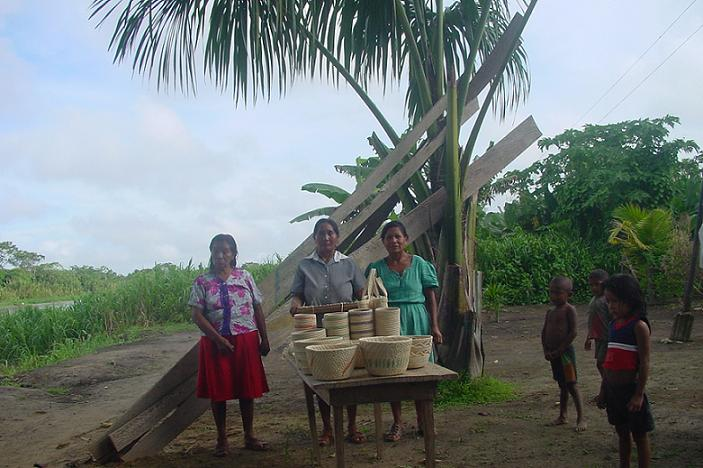
Donne Warao del comune di Antonio Díaz mostrano la cesteria tipica della propria regione.

Dopo i Wayuu, i Warao sono il secondo gruppo etnico più numeroso del Venezuela. Vivono soprattutto presso il delta dell'Orinoco e le zone vicine alla costa. Sono abili nell'uso delle canoe. Sono ben adattati alla vita nelle mangrovie. Humboldt raccontava che i Waikerí di Margarita dicevano che i loro antenati parlavano una sorta di warao.

#### Waikerí
Vivono sull'Isola Margarita e sulle coste di quello che adesso è lo Stato di Sucre.

#### Pumé
I Pumé o Yaruro vivono sulle sponde dell'Orinoco e i suoi affluenti, in particolare nella parte centro-orientale dello Stato di Apure. Il loro numero è stimato a 5.500 individui.

#### Sapé
Nel 2008 furono trovati alcuni anziani Sapé. Il Sapé è una delle lingue esistenti più scarsamente attestate in Sud America e, forse, una lingua isolata. Ad ogni modo, oggi non ci sono database linguistici sulla lingua. Si può inoltre dire che sono un gruppo indigeno Guajiro dello Stato di Bolívar.

#### Uruak
Gli Uruak o Arutani sono conosciuti anche con i nomi di Aoaqui, Auake, Auaqué, Awake, Oewaku, Orotani, Urutani.
Vivono nello Stato di Roraima e ai confini con il Brasile. Esistono solo un paio di dozzine di loro. La maggior parte si è mescolata con le etnie Pemon o Nianam.

### Popoli Jirajara

#### Jirafa
Vivevano a Siquisique, a Baragua, nella parte meridionale di Barquisimeto e Yacambu, nella Sabana de Gauche, nel Cerro Blanco, a Il Degredo e nei pressi di Sanare. Erano agricoltori, artigiani e cacciatori. La loro struttura sociale era costituita dai caciccati, dal consiglio degli anziani e dalla tribù; la loro struttura politica dal cacicco, dallo sciamano e dalla tribù. Per quanto riguarda le manifestazioni culturali, esse erano politeiste.
Le lingue Jirajarana (o Jirajirana) sono un gruppo di lingue estinte che si parlavano nel Venezuela occidentale, nelle regioni di Falcón e di Lara. Si ritiene che tutte le lingue si estinsero all'inizio del XX secolo.

## Storia
Si parla dei seguenti periodi archeologici:
- Periodo Paleoindio: 15.000 a.C. - 5.000 a.C.
- Periodo Mesoindio: 5.000 a.C. - 1.000 a.C.
- Periodo Neoindio: 1.000 a.C. - 1498 d.C.
- Periodo Indo-Hispano: dal 1499 d.C. fino ai giorni nostri.

### Preistoria
Il territorio attualmente conosciuto come Venezuela era già abitato da più di 10 millenni.
Intorno al primo millennio dopo Cristo, nella zona del lago di Tacarigua, cominciarono ad arrivare flussi migratori dall'Orinoco, forse passando per El Pao.
Il primo incontro tra i conquistadores europei e gli indigeni avvenne nel 1498.

### Periodo coloniale

#### Conquista del Venezuela
Secondo un'ipotesi, la prima visione delle palafitte nella laguna di Sinamaica nel 1498 avrebbe dato lo spunto agli europei per denominare quelle terre "Venezuela" e Piccola Venezia.

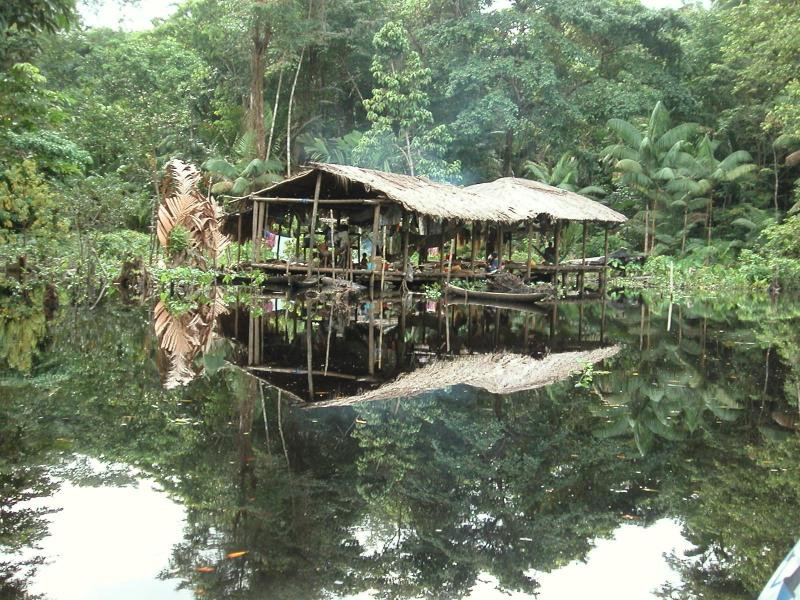
Palafitte molto frequenti nella zona di Zulia (Laguna di Sinamaica) e del Delta dell'Orinoco

Ambrosius Ehinger (o Alfinger), conquistador della casa dei Welser, parte da Coro per il lago di Maracaibo nell'agosto del 1529. Lì combatte contro i Coquibacoa e fonda Maracaibo.
Nei primi decenni del XVI secolo, gli europei costrinsero gli indigeni della zona di Margarita ad immergersi in mare per estrarre le perle. Il frate Bartolomé de Las Casas scrive:
“Costringevano gli indigeni ad estrarre le perle nel modo più crudele... Non c'è peggior supplizio infernale che gli si possa paragonare... Li immergevano a cinque braccia di profondità nel mare dalla mattina fino al tramonto. Se provano a riposarsi, li pugnalano. Muoiono in pochi giorni, sanguinando dalla bocca o divorati dagli squali. La maggior parte avrebbe preferito annegare piuttosto che continuare quel supplizio... Un'imbarcazione può viaggiare da quest'isola fino a La Española, orientandosi soltanto con i corpi dilaniati degli indigeni che galleggiano sul mare”.
In Venezuela si stabiliscono da subito le encomiendas.
Quando gli europei arrivano alla zona di Coro, trovano lì il gruppo aruachi dei Caquetíos.
L'esploratore tedesco Nikolaus Federmann, della casa Welser d'Augusta, lascia Coro il 12 di settembre del 1530 per una spedizione a sud e passa attraverso i territori dei Jirajara, degli Ayaman e dei Guayon.
Nel 1559 gli spagnoli trovarono oro nei pressi di Los Teques e da lì decisero di popolare l'area. Dal 1560 al 1570 si verificarono una serie di battaglie tra europei e indigeni che stavano portando alla sottomissione delle Prime Nazioni.
Lo storico Oviedo y Baños narra che gli indigeni Caribe attaccarono la città di Valencia e le zone vicine per molti decenni.

### XVII secolo
Nel 1620, quando vien fondata Quíbor, gli abitanti della zona sono per lo più persone di etnia Gayon, Ajagua, Camago, Coyon, Caquetío e Jirajara.
Nella seconda metà del XVII secolo, i colonizzatori europei cominciano a spostare gli indigeni che vivevano in quello che è oggi il sud di Valencia. Alcuni di questi fondano il Pueblo de San Diego.
Dal 1558 al 1628 gli indigeni Nirgua e Jirajara oppongono resistenza ai colonizzatori che si stanno stabilendo in quelle che sono oggi Bejuma e Montalbán, ad ovest di Valencia.

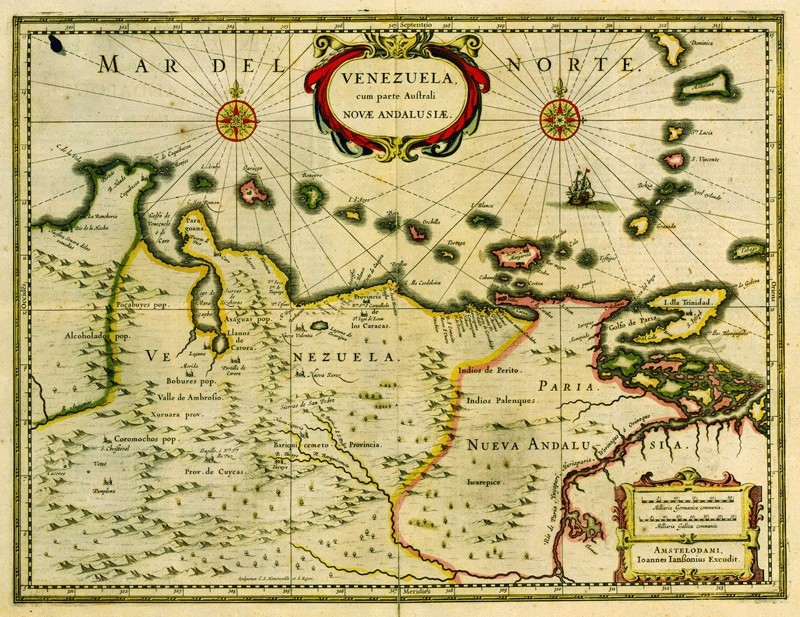
Nuova Andalusia nel 1653.

A partire dalla metà del XVII secolo, il prete Francisco di Pamplona comincia ad integrare gli indigeni Chaima all'interno della colonia.
Nel 1681 e nel 1697, gli indigeni Caribe liberi organizzano attacchi alle missioni cattoliche di popoli Chaima.
La conquista apportò cambiamenti significativi nella struttura sociale, economica, religiosa, culturale e politica degli aborigeni. Molti dei gruppi che vivevano in questo territorio all'arrivo degli europei persero la loro indipendenza, essendo sottomessi sotto lo status di schiavi o vassalli della corona. La maggior parte di questi indigeni perì a causa delle guerre, del lavoro forzato e delle malattie. Altri fuggirono verso regioni inaccessibili, fuori dalla portata dei conquistadores, occupando alcune aree selvagge. Dall'altro lato, questi indigeni andarono scomparendo come etnia all'avvio del processo di miscegenazione con spagnoli e neri.

#### XVIII e XIX secolo
I missionari cattolici e i conquistadores cominciano a penetrare nelle regioni a sud del fiume Orinoco soprattutto a partire dal XVIII secolo, quando dapprima i gesuiti e poi i cappuccini istituiscono missioni lungo l'Orinoco e nella Guayana.
Gli indigeni Caribe opposero resistenza fino agli inizi della seconda metà del XVIII secolo.
Nel 1720 hanno luogo una nuova serie di attacchi dei Caribe liberi nei confronti delle missioni nella Nuova Andalusia.
Tra il 1799 e il 1800, Alexander von Humboldt conduce numerose osservazioni sui popoli indigeni del Venezuela, osservazioni che figurano nel suo Viaggio alle regioni equinoziali del nuovo continente. Humboldt racconta che, nella zona delle valli di Aragua, ci sono ancora circa 5.000 indigeni registrati e che la maggior parte si concentra nelle città di Turmero e Guacara. Ormai questi non parlano più le loro lingue antiche. La maggior parte della popolazione di quella regione è meticcia.
Alexander von Humboldt calcola che del milione di abitanti che aveva il Capitanato del Venezuela, solo un nono era indigeno puro.

### XX e XXI secoli
A partire dal XX secolo, le etnie venezuelane sono state particolarmente colpite dalla penetrazione, nel loro territorio, di minatori illegali, dalla continua occupazione delle loro terre e dalla presenza di gruppi guerriglieri e paramilitari.
Secondo Esteban Emilio Monsonyi, gli Otomaco scomparvero come gruppo etnico riconoscibile all'inizio del XX secolo.
La Costituzione del 1999 sancisce che le lingue indigene sono lingue co-ufficiali della Repubblica Bolivariana del Venezuela. La stessa costituzione stabilisce che i popoli indigeni abbiano un numero riservato di 3 rappresentanti nell'Assemblea nazionale del Venezuela.
Negli ultimi decenni si sono compiuti sforzi per alfabetizzare diverse etnie indigene. Svariati etnologi e linguisti hanno lavorato per la preparazione di libri di alfabetizzazione e per la creazione di dizionari per le comunità indigene e per gli studiosi di queste lingue.

#### Terre indigene
Gli indigeni chiedono la demarcazione dei territori indigeni protetti da molto tempo, ma finora questa richiesta non è stata soddisfatta. Solo nel 2009 il governo consegnò titoli di proprietà agli indigeni Yukpa per 41.600 ettari nello Stato di Zulia, per 3 comunità di 500 persone. Questo comunque non risolve la determinazione del territorio per la stessa comunità che ammonta a 10.000 indigeni.

#### Situazione attuale
La situazione di molti indigeni è precaria. La povertà estrema e l'alta mortalità, la penetrazione di gruppi stranieri nelle loro zone tradizionali, unitamente all'attività estrattiva, sembrano determinare la scomparsa di varie etnie, specialmente quelle dello Stato di Amazonas. Molti gruppi sono assimilati alla popolazione meticcia, come i Wayuu che, sebbene siano parzialmente integrati nel sistema sociale, rimangono in condizioni di miseria. Molti sanno lo spagnolo al fine di poter comunicare con il resto della popolazione.
La Costituzione del 1999, nel capitolo VIII "Dei diritti dei popoli indigeni" (articoli dal 119 al 126), per la prima volta ha dato i diritti a questo gruppo, anche se gli aborigeni delle terre venezuelane non hanno potuto mettere in pratica i loro diritti come dovevano, a causa della sopravvivenza di un sistema sociale classista erede del periodo coloniale spagnolo.
Le loro culture si basano fondamentalmente sull'agricoltura, la caccia, la pesca e la raccolta.

## Società agricola
La società agricola riguarda il periodo caratterizzato dall'esclusiva dipendenza economica da prodotti agricoli. Da lì nasce un modello economico in cui si delineano gli elementi terra, lavoro e capitale come fondamentali per lo sviluppo economico di un popolo. Sotto questo modello economico ci sono vari soggetti, quali i proprietari terrieri, i contadini, gli esportatori e i rivenditori, ognuno con ruoli diversi e con uno status segnato dal reddito guadagnato.
In una società come quella attuale, la materia prima rappresenta una percentuale della catena di produzione che, forse, possiede meno valore e che comporta più sforzo. Sono la scienza e l'applicazione di conoscenze che danno un valore aggiunto a quella materia prima; per questo motivo, nel mondo di oggi, essere un paese prettamente agricolo porta a bassi livelli di qualità della vita e ad una posizione marginale e poco o per nulla competitiva rispetto agli altri paesi.